# Dietrich Falke

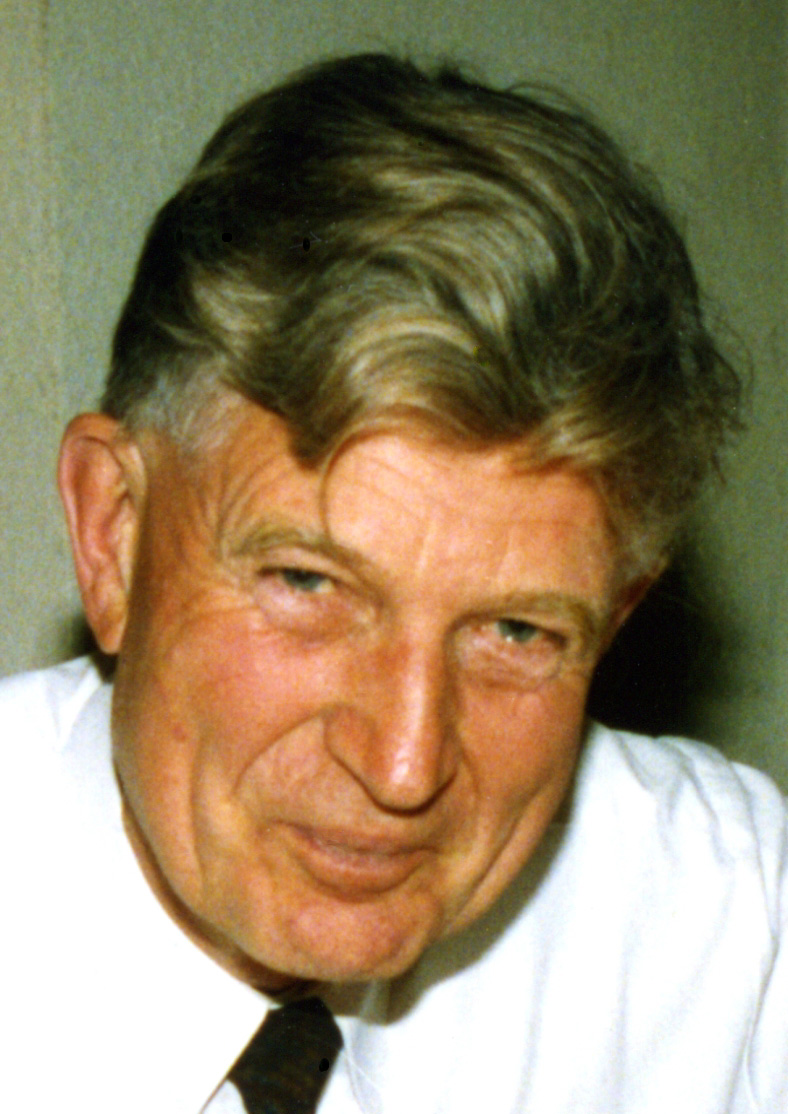
Dietrich Falke, Mainz.

Friedrich Karl Dietrich Falke (* 13. August 1927 in Coswig (Anhalt)) ist Facharzt für Medizinische Mikrobiologie und Infektiologie. Von 1969 bis 1992 war er Professor für Medizinische Mikrobiologie in Mainz mit den Hauptaufgaben Forschung, Lehre und Diagnostik und ist ein Autor medizinischer Fachliteratur über Mikrobiologie, Virologie und Infektiologie.

## Leben
Dietrich Falke ist als Sohn des praktischen Arztes Friedrich Falke und dessen Ehefrau Gertrud Eleonore Falke in Coswig aufgewachsen. Im Zweiten Weltkrieg war er als 15-Jähriger von Februar 1943 bis September 1944 Luftwaffenhelfer, anschließend bis Dezember 1944 im Reichsarbeitsdienst. Am 14. Dezember 1944 wurde Falke eingezogen, geriet in englische Kriegsgefangenschaft und floh im März 1946 in die damalige Sowjetische Besatzungszone.
Am 15. Juli 1946 legte er an der Goethe-Schule in Dessau das Abitur ab. Er arbeitete bis 1947 in der Landwirtschaft. Von Januar bis April 1948 war er Hilfskrankenpfleger am Kreiskrankenhaus in Osterburg (Altmark) und von Mai bis Dezember 1948 Volontär an der „Bakteriologischen Untersuchungsstelle“ in Husum. Anschließend arbeitete er bis April 1949 als Laborant im damaligen Kreiskrankenhaus Husum und entwickelte ein Fotometer für klinisch-chemische Untersuchungen.
Von 1949 bis 1954 studierte Falke in Kiel und Tübingen Medizin und in den ersten drei Semestern auch Chemie, machte das medizinische Staatsexamen und promovierte mit der Dissertation: „Das Blutbild bei mit Queensland-Fieber infizierten Meerschweinchen“. Das Thema wurde von Wolf-Dietrich Germer vergeben.
Vom 1. April 1955 bis 31. August 1957 arbeitete er unter Erich Traub als wissenschaftlicher Mitarbeiter an der Bundesforschungsanstalt für Viruskrankheiten der Tiere in Tübingen, anschließend bis zum 31. März 1965 als wissenschaftlicher Assistent von R. Siegert am Hygieneinstitut der Philipps-Universität Marburg, wo er sich im Februar 1964 zum Thema „Die Vermehrung von Herpes-Viren in Kulturzellen“ für das Fach Medizinische Mikrobiologie habilitierte.
Während seiner Marburger Zeit heiratete er am 16. Juli 1960 Inge Schmidt-Westerkamp. Er war 1960/61 während eines einjährigen Studienaufenthaltes in den National Institutes of Health (NIH) in Bethesda, Maryland, USA tätig.
1965 wechselte er als Virologe zum Institut für Medizinische Mikrobiologie an der Johannes Gutenberg-Universität Mainz, an der er ab 1969 eine außerplanmäßige Professur und ab 1972 als Abteilungsleiter der neu gegründeten Abteilung für experimentelle Virologie eine C3-Professur übernahm. Die Abteilung für experimentelle Virologie leitete er über seine Emeritierung im August 1992 hinaus bis 1995. In den Jahren 1975 bis 1985 nahm er zusätzlich einen Lehrauftrag für Virologie an der TU Darmstadt wahr.
Dietrich Falke ist Autor medizinischer Fachliteratur über Mikrobiologie, Virologie und Infektiologie, deren Neuauflagen er als Emeritus regelmäßig aktualisiert.

## Mitgliedschaft in wissenschaftlichen Gesellschaften und Gremien
Dietrich Falke ist Mitglied in folgenden wissenschaftlichen Gesellschaften:
- Society for General Microbiology (SGM) im Vereinigten Königreich
- American Society for Microbiology (ASM)
- American Society for Virology (ASV)
- Deutsche Gesellschaft für Hygiene und Mikrobiologie (DGHM)
- Gesellschaft für Virologie (GfV)
- Gesellschaft Deutscher Naturforscher und Ärzte (GDNÄ)

In den Jahren 1996 bis 2006 war er ärztliches Mitglied der Ethik-Kommission der Landesärztekammer Rheinland-Pfalz.

## Auszeichnungen
- Jan Jessenius Goldmedaille der Slowakischen Akademie der Wissenschaften (SAV) in Bratislava (21. April 1995)
- Paul-Ehrlich-Silbermedaille des Paul-Ehrlich-Instituts (PEI).

## Schriften (Auswahl)
- Das Blutbild bei mit Queensland-Fieber infizierten Meerschweinchen. Dissertation. Tübingen 1953.
- Die Vermehrung von Herpes-Viren in Kulturzellen. Habilitationsschrift. Marburg 1964.
- mit Paul Klein: Medizinische Mikrobiologie I. Virologie. Ein Unterrichtstext für Studenten der Medizin. (Heidelberger Taschenbücher). 2. Auflage. Heidelberg 1977, ISBN 3-540-08325-1. (Portugiesische Ausgabe 1977)
- mit Jürgen Bohl u. a.: Virologie am Krankenbett: Klinik, Diagnostik, Therapie. Klinik, Diagnostik, Therapie. Springer, Heidelberg 1998, ISBN 3-540-64261-7.
- mit Jürgen Podlech: Virus und Tumor – Grundbegriffe der Onkologie. In: Peter Reuter: Springer Lexikon Medizin. Springer, Berlin u. a. 2004, ISBN 3-540-20412-1.
- mit Klaus-Michael Keller und R. Braun: Virusgastroenteritis. Differenzialdiagnose und Therapie. In: tägl. prax. 2004:48, S. 28–38.
- mit Helmut Hahn, Paul Klein, Stefan H. E. Kaufmann und Uwe Ullmann: Medizinische Mikrobiologie und Infektiologie. 5., vollständig aktualisierte Auflage. Springer, Heidelberg 2005, ISBN 3-540-21971-4.
- mit Jürgen Podlech: Virusinfektionen. In: Peter Reuter (Hrsg.): Springer Lexikon Diagnose und Therapie. Springer, Heidelberg 2006, ISBN 3-540-26000-5, S. 1667–1678.
- Virologie. In: Helmut Hahn u. a. (Hrsg.): Medizinische Mikrobiologie und Infektiologie. Dietrich Falke ist hier Verfasser von 21 Kapiteln (davon 2 Kapitel mit Thomas F. Schulz). 6., kompl. überarbeitete Auflage. Springer, Heidelberg 2008, ISBN 978-3-540-46359-7.
- mit Axel Kramer und Klaus Miksits: Epidemiologie der Infektionskrankheiten. und mit Paul Klein und Helmut Hahn: Ursprung der medizinischen Mikrobiologie. In: Helmut Hahn u. a. (Hrsg.): Medizinische Mikrobiologie und Infektiologie. 6., komplett überarb. Auflage. Springer-Verlag, Heidelberg 2009, ISBN 978-3-540-46359-7.
- mit Klaus-Michael Keller, Jens Kittner und Jürgen Podlech: Virologie XXS pocket. 1. Auflage. Boerm Bruckmeier Verlag, Grünwald bei München 2009, ISBN 978-3-89862-526-5.
- mit Susanne Modrow, Uwe Truyen und Hermann Schätzl: Molekulare Virologie. Eine Einführung für Biologen und Mediziner. 3. Auflage. Springer, Heidelberg 2010, ISBN 978-3-8274-1833-3.
- mit Paul Klein und Helmut Hahn: Ursprung der medizinischen Mikrobiologie. In: Helmut Hahn u. a. (Hrsg.): Medizinische Mikrobiologie und Infektiologie. Springer, Heidelberg 2012, ISBN 978-3-642-24166-6.
- mit Susanne Modrow, Uwe Truyen und Hermann Schätzl: Molecular Virology. Springer Verlag, Heidelberg 2013, ISBN 978-3-642-20717-4. (Englische Übersetzung der deutschen 3. Auflage von Molekulare Virologie. Eine Einführung für Biologen und Mediziner.)